# Mariensäule (Kyllburg)

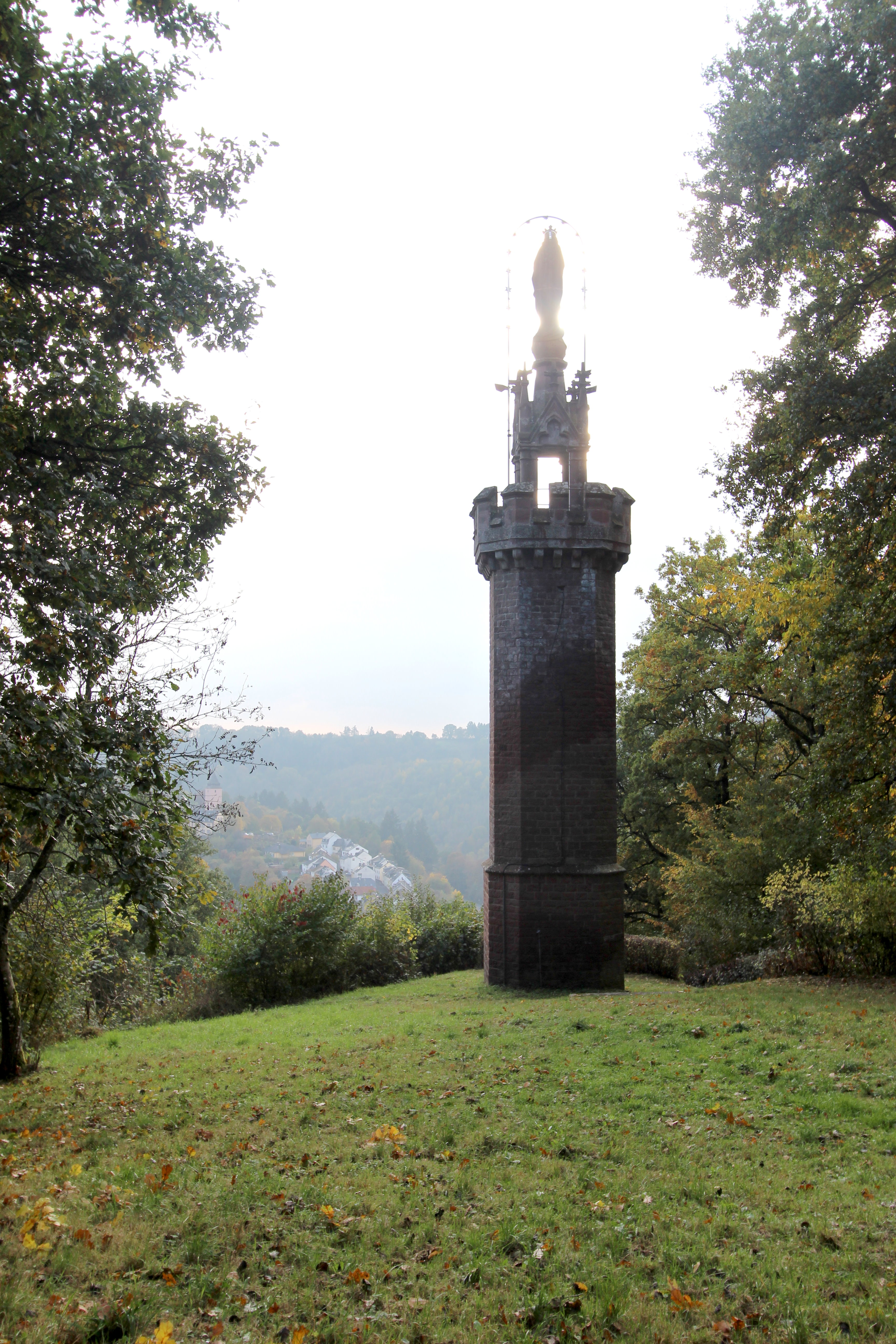
Mariensäule Kyllburg

Die Mariensäule Kyllburg ist ein vom Maurermeister Jakob Kronibus und Bildhauer Peter Quririn 1886 errichteter 15 Meter hoher Aussichtsturm mit einer Marienstatue auf der Spitze. Die 3 Meter hohe Statue steht auf einem 1,69 Meter hohen Sockel.
Die Errichtung der am 30. Oktober 1886 geweihten Kyllburger Mariensäule kostete 584 Mark. Sie ist neben der Mariensäule Trier die einzige innen besteigbare Mariensäule. Das Bauwerk kann während der Nachtstunden beleuchtet werden.  